# Années 590
Les années 590 couvrent la période de 590 à 599.

## Événements
- 589 : la dynastie Sui met fin à trois siècles de division de la Chine. En Asie centrale, le double empire des Köktürks atteint son apogée. Celui des Turcs orientaux s’étend des confins de la Mandchourie à la Grande Muraille et à l’oasis de Hami, celui des Turcs occidentaux s’étend de Hami à l’Aral et à la Perse dont il est séparé par une frontière passant au sud de l’Oxus, entre ce fleuve et la rivière de Merv, en englobant dans le domaine turc tout le Tokharestan au nord de l’Hindou Kouch. Ils contrôlent la route de la soie[1].

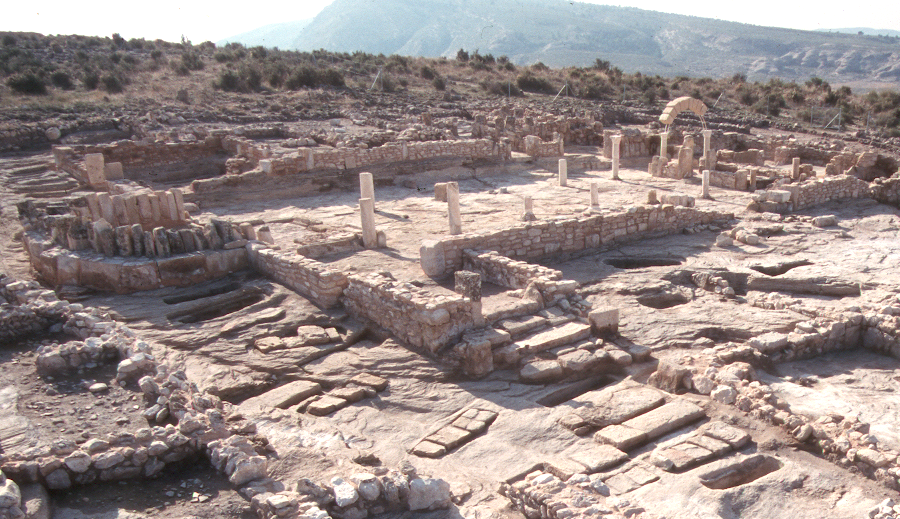
Ancienne basilique de Tolmo de Minateda.

- Entre 589 et 610 : construction du complexe épiscopal du Tolmo de Minateda (es), près de Hellín, pour gérer la partie wisigothique du diocèse d'Elche, conquise sur la province byzantine. La ville est définitivement abandonnée à la fin du IXe siècle avec le déplacement de l’autorité politique à Murcie[2].
- Vers 590 : arrivée en Gaule de Colomban, moine irlandais venu de Bangor avec douze compagnons, dans le but de re-évangéliser et d'instruire les peuples francs. Avec le soutien de Brunehilde, il fonde les monastères d'Annegray, puis de Luxeuil (vers 593), à partir duquel partira le renouveau du christianisme chez les Francs, puis de Fontaine, dans les Vosges[3].
- 590-592 : paroxysme de la peste de Justinien ; elle est mentionnée à Viviers, Avignon, Ravenne, Grado, Istrie, Narni, Antioche[4].
- 590-628 : règne de Khosro II (Chosroès), roi sassanide de Perse[5].
- 590-604 : pontificat de Grégoire le Grand. Il réorganise l’Église et entreprend l'évangélisation des Anglo-Saxons[6].
- 591 : fin de la guerre entre Byzance et la Perse[7].

- 592-598 : campagnes de Maurice dans les Balkans ; renforcé par les troupes d'Orient, l'empereur d'Orient Maurice Ier commence à combattre les Avars et les Slaves à la frontière du Danube. Il remporte des succès, franchit à plusieurs reprises le fleuve, mais se heurte à la masse des Slaves déjà installés. Les Byzantins reprennent Singidunum[8].
- Vers 593 : doctrine du purgatoire, établie par le pape Grégoire  dans ses Dialogues, écrits vers 593[9].
- 597 : mission grégorienne conduite par Augustin de Cantorbéry, envoyé par le pape Grégoire en Grande-Bretagne. Il arrive en 597 dans le Kent pour convertir les Anglo-Saxons au christianisme[10].
- 597-600 : la peste de Justinien est signalé à Thessalonique et dans son arrière-pays (597), à Drizipera en Thrace (598), à Constantinople, en Asie mineure, en Syrie, en Afrique du Nord et en Italie (599-600)[4].

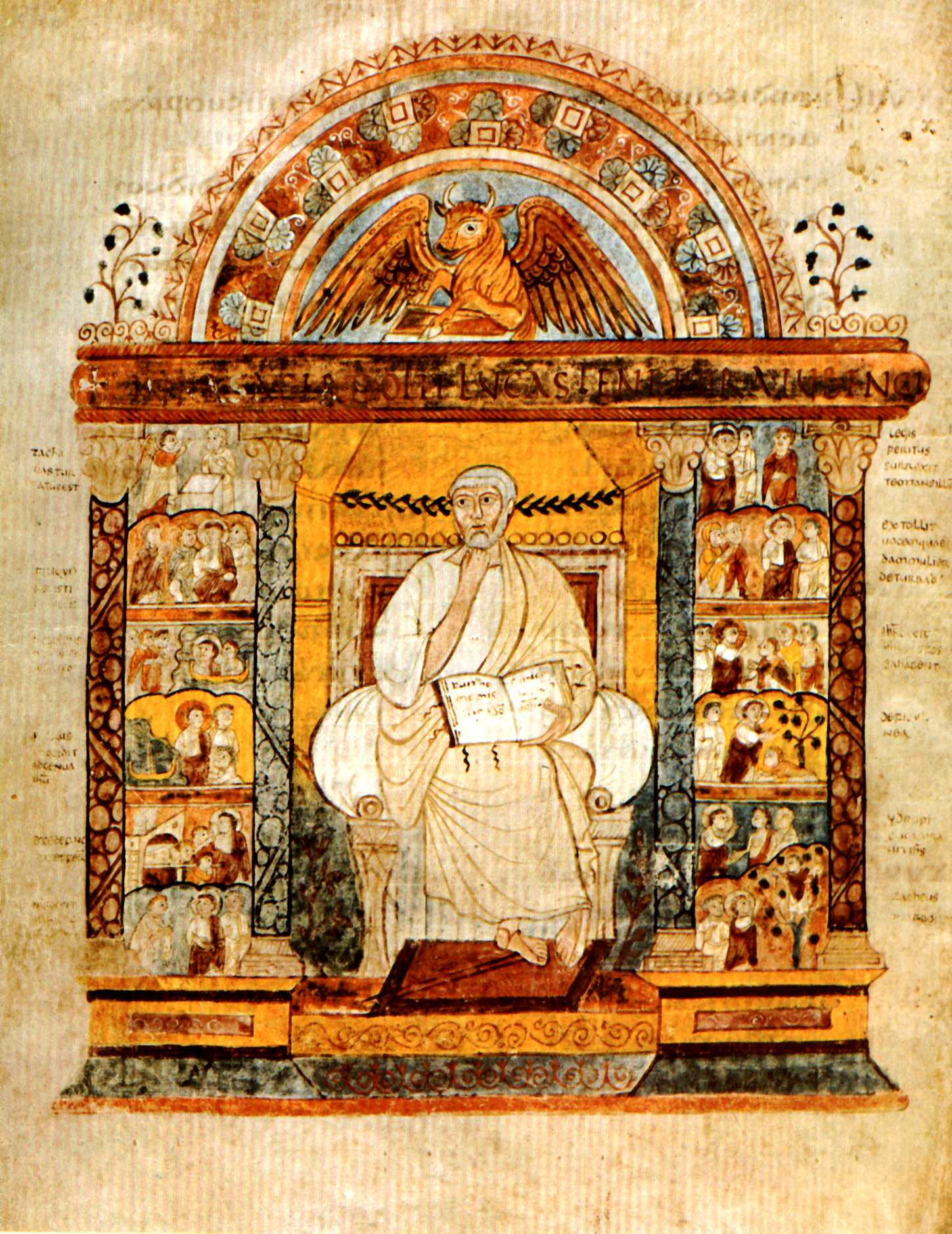
Folio 129 enluminé de L'Évangile de Saint Augustin, considéré comme un des deux volumes emportés par Augustin de Cantorbéry en 597.
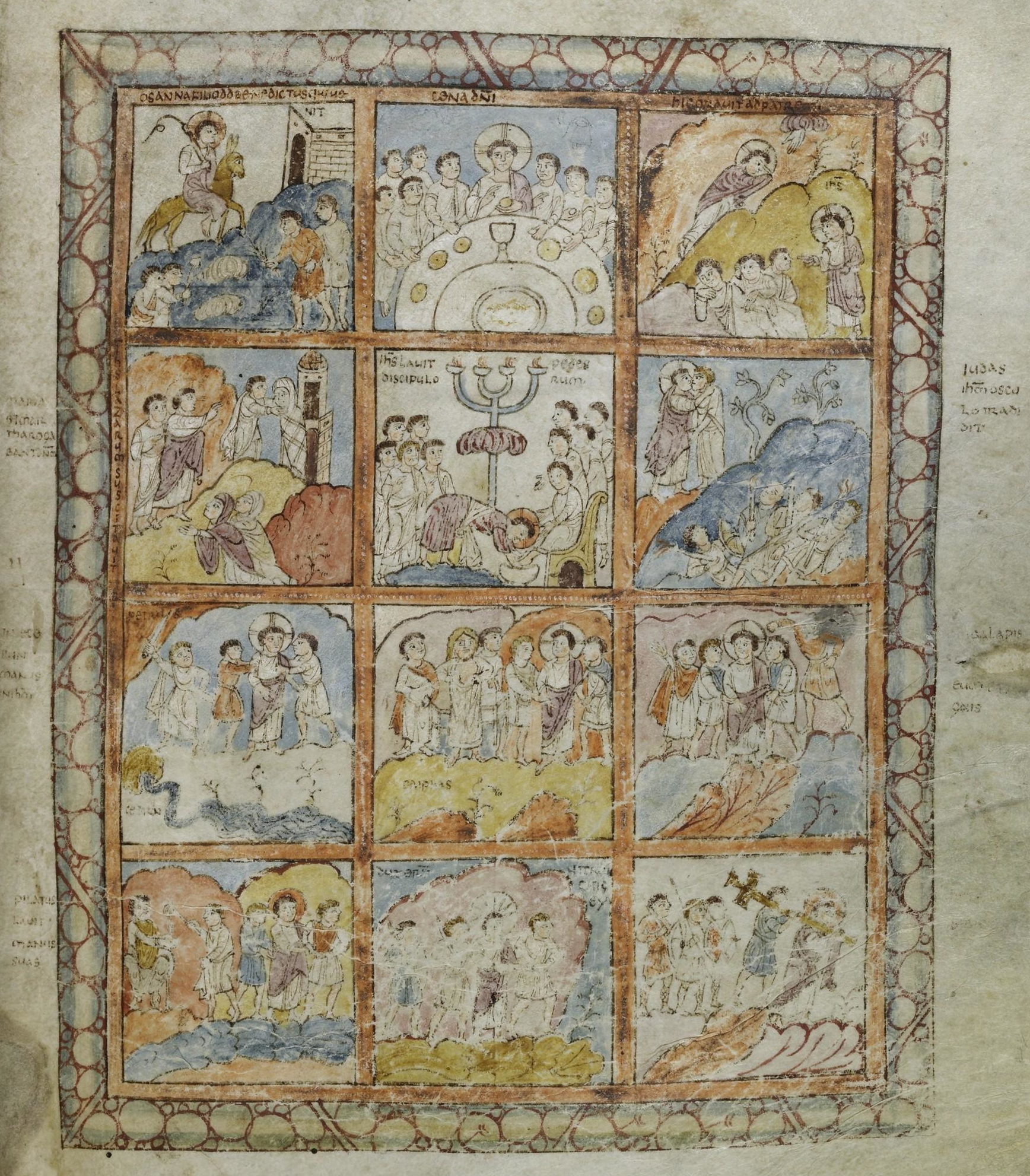
Folio 125 représentant des scènes de la Passion.

## Personnages significatifs

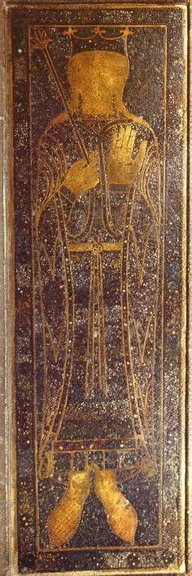
Tombeau de Frédégonde

- Agilulf
- Augustin de Cantorbéry
- Brunehilde (reine)
- Colomba d'Iona
- Ethelfrith de Northumbrie
- Frédégonde
- Grégoire Ier
- Khosro II
- Mahomet
- Maurice Ier (empereur byzantin)
- Shōtoku (prince)
- Suiko
- Thibert II
- Théodelinde de Bavière
- Thierry II (roi)
- Vahram VI